# Daniel Spoerri

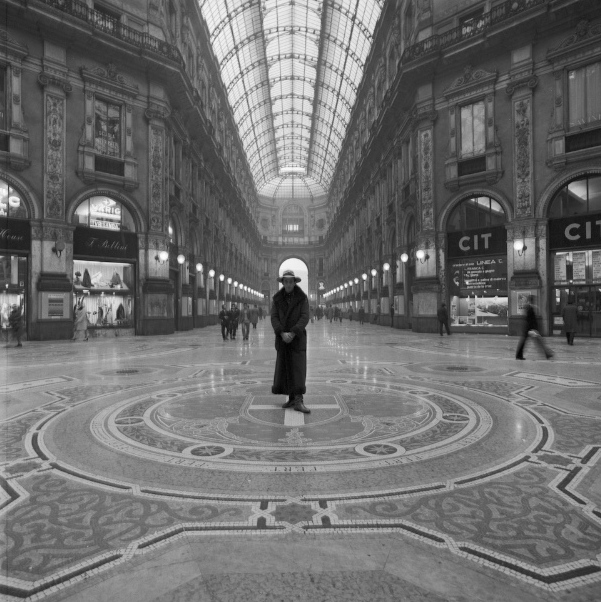
Daniel Spoerri în Milano (portret de Lothar Wolleh)

Daniel Spoerri (n. 27 martie 1930, Galați, România – d. 6 noiembrie 2024, Viena, Austria) a fost un artist plastic și scriitor elvețian.

## Biografie
Spoerri este faimos pentru operele sale de artă care fixează o masă după un festin, cu toate obiectele, detaliile și resturile ei, și o transformă într-un tablou expus pe perete. De asemenea, este apreciat pentru cartea sa Topographie Anécdotée du Hasard (engleză An Anecdoted Topography of Chance), analogul literar al obiectelor sale, carte în care a cartografiat toate obiectele aflate la un anumit moment pe masa sa de lucru și le-a descris pe fiecare în parte cu amintirile și conexiunile pe care i le evocau ele.